# Неборув (Лодзинське воєводство)
Неборув (пол. Nieborów) — село в Польщі, у гміні Неборув Ловицького повіту Лодзинського воєводства.
Населення — 921 особа (2011).
У 1975-1998 роках село належало до Скерневицького воєводства.

## Демографія
Демографічна структура станом на 31 березня 2011 року:
|          | Загалом | Допрацездатний вік | Працездатний вік | Постпрацездатний вік |
| -------- | ------- | ------------------ | ---------------- | -------------------- |
| Чоловіки | 457     | 87                 | 320              | 50                   |
| Жінки    | 464     | 84                 | 256              | 124                  |
| Разом    | 921     | 171                | 576              | 174                  |